# Andriej Fiedoriw
Andriej Romanowicz Fiedoriw, ros. Андрей Романович Федорив (ur. 11 sierpnia 1963 we Lwowie) – rosyjski lekkoatleta specjalizujący się w biegach sprinterskich, dwukrotny uczestnik letnich igrzysk olimpijskich (Barcelona 1992, Atlanta 1996). W czasie swojej kariery reprezentował również Związek Socjalistycznych Republik Radzieckich oraz Wspólnotę Niepodległych Państw.
Ojciec sprinterki Aleksandry Fiedoriwy.

## Sukcesy sportowe
- czterokrotny halowy mistrz ZSRR w biegu na 200 metrów – 1983, 1989, 1990, 1991[1]
- dwukrotny mistrz Rosji w biegu na 100 metrów – 1996, 1997
- trzykrotny mistrz Rosji w biegu na 200 metrów – 1994, 1996, 1997[2]
- dwukrotny halowy mistrz Rosji w biegu na 60 metrów – 1996, 1998
- czterokrotny halowy mistrz Rosji w biegu na 200 metrów – 1993, 1994, 1998, 1999[3]

| Rok  | Miasto     | Zawody               | Konkurencja        | Wynik         |
| ---- | ---------- | -------------------- | ------------------ | ------------- |
| 1986 | Stuttgart  | mistrzostwa Europy   | bieg na 200 m      | brązowy medal |
| 1994 | Petersburg | igrzyska dobrej woli | sztafeta 4 x 100 m | brązowy medal |
| 1994 | Helsinki   | mistrzostwa Europy   | bieg na 200 m      | 6. miejsce    |

## Rekordy życiowe
- bieg na 50 metrów (hala) – 5,71 – Moskwa 04/02/1994
- bieg na 60 metrów (hala) – 6,58 – Moskwa 26/01/1993 / 6,3 – 1993[4]
- bieg na 100 metrów – 10,19 – Monachium 21/06/1997
- bieg na 200 metrów – 20,53 – Moskwa 07/07/1986
- bieg na 200 metrów (hala) – 20,80 – Paryż 20/02/1993